# Oskar Rydin
Oskar Georg Rydin, född 17 september 1865 i Västerås domkyrkoförsamling, Västerås, död 1 juni 1935 i Gävle Heliga Trefaldighets församling, Gävle, var en svensk ämbetsman. 
Efter hovrättsexamen i Uppsala 1892 var Rydin biträde hos domhavande, blev extra länsnotarie 1901, länsnotarie 1904 och var landssekreterare i Gävleborgs län 1916–1932, t.f. landshövding där 1923–1924 samt 1928–1930. Han var ombudsman vid Riksbanken i Falun 1905–1913, sekreterare och kamrer vid hushållningssällskapets i Kopparbergs län egnahemsrörelse 1905–1916, kamrer hos Älvdalens skogsmedelsfond 1906–1916 och hos Kopparbergs läns landsting 1911–1916, länsstyrelseombud hos Stadshypoteksföreningen i Dalarna 1912–1916 och därefter i Gävleborgs län.